# ناحیه الیس، میشیگان
ناحیه الیس (به انگلیسی: Ellis Township) یک منطقهٔ مسکونی در ایالات متحده آمریکا است که در شهرستان چبویگان، میشیگان واقع شده‌است.
 ناحیه الیس ۹۲٫۳ کیلومتر مربع مساحت و ۵۹۶ نفر جمعیت دارد و ۲۶۵ متر بالاتر از سطح دریا واقع شده‌است.